# 基因型
基因型（英語：Genotype）指的是一个生物体内的DNA所包含的基因，也就是说该生物的细胞内所包含的、它所特有的那组基因。基因型这个概念是1909年丹麦遗传学家威廉·约翰森引入的。
一个细胞的基因信息的总和被称为个体基因型。两个生物只要有一个基因座不同，那么它们的基因型就不相同，因此基因型指的是一个个体的所有等位基因的所有基因座上的所有组合。与基因型相对的是表現型(Phenotype)，表現型是一个生物体的实际外表特征如大小、重量、颜色等等。
基因型对一个生物的发展有极大的影响，但是它不是唯一的因素。一般来说即使基因型相同的生物也会表现出不同的外显型。这个现象的机理是表觀遺傳學。同样的基因在不同的生物体中可能不同地表达。一个日常的例子的同卵双胞胎。同卵双胞胎拥有相同的基因型，尽管他们的表現型非常相似，但是总是稍微不同的。虽然外人会觉得他们无法区分，但是父母和好朋友总是能够区分出同卵双胞胎。此外同卵双胞胎的指纹不同。

## 基因型塑性
基因型塑性指的是一个生物体的基因型对其表現型的影响。假如这个数值低的话说明外界影响对该生物体表現型发展时的影响比较大。假如这个数值高的话可以通过基因型，不顾及外部影响，来比较精确地预言该生物体的表現型。

## 同質／異質基因型
如果一個生物的所有同源染色體，都有某種等位基因，則稱它有同質基因型，否則它便就有異質基因型。
例如，以R代表某種在非性染色體上的等位基因，r代表另一種，如果R在某條染色體上出現，r便不會出現，反之亦然。因為人有都有兩條該染色體，因此，一個人有三種可能的基因型：rr, RR, Rr。前兩者稱為同質基因型，後者是異質基因型。隱性基因只會在同質基因型內才會影響人物的表現型。

## 确定基因型
“基因型分型”（英語：Genotyping）是指使用生物学检测的方法阐明一个个体基因型的过程，亦称为“基因型检测”（英語：genotypic assay），在疾病遗传机理等领域有着重要的用途，可用于检测如微卫星不稳定（MSI）、三染色体性、非整倍体、杂合性丢失（也称基因座缺失或LOH）等遗传层面的特征。其涉及的主要技术包括聚合酶链式反应（PCR）、DNA片段分析、等位基因特异性寡核苷酸（ASO）探针、DNA测序以及用于DNA微阵列或磁珠的核酸杂交。其中，基于分子标记分析的主要手段又包括限制性片段长度多态性（RFLP）、端点限制性片段长度多态性（t-RFLP）、随机扩增多态性DNA（RADP）、扩增片断长度多态性（AFLP）、多重连接探针扩增（MLPA）等。
在现有的基因型检测策略中，较为常用的是经济及计算成本较低、只获取生物个体基因组部分位点信息的酶切簡化基因組測序（RADseq），而全基因组层面的基因型检测则有待开发。

## 外部連結
Genetic nomenclature （页面存档备份，存于）
1. ↑  He, Haiguo; Ning, Wan; Liu, Jonathan.  (PDF). SoftGenetics. March 2007  [2013-12-30]. （原始内容 (PDF)存档于2007-09-23）.
2. ↑   (PDF). SoftGenetics. November 2006  [2013-12-30]. （原始内容 (PDF)存档于2007-07-28）.
3. ↑  Serensits, Pamela; He, Haiguo, Ning, Wan; Liu, Jonathan.  (PDF). SoftGenetics. March 2007  [2013-12-30]. （原始内容 (PDF)存档于2007-07-28）.
4. ↑  Hulce, David; Liu, ChangSheng (Jonathan).  (PDF). SoftGenetics. July 2006  [2013-12-30]. （原始内容 (PDF)存档于2007-06-13）.
5. ↑  .   [2013-12-30]. （原始内容存档于2011-06-28）.
6. ↑   (PDF). SoftGenetics. April 2006  [2011-03-13]. （原始内容 (PDF)存档于2011-07-16）.